# Let's Be Crazy Tour
A Let's Be Crazy Tour foi a primeira turnê musical do artista norte-americano Hunter Hayes. Após abrir concertos para outros músicos, o artista anunciou 24 datas dos seus próprios pelos Estados Unidos durante o último trimestre de 2013 para divulgar o seu álbum de estreia, Hunter Hayes (2011-2013).

## Antecedentes
O artista musical norte-americano Hunter Hayes planejava uma turnê sua em 2011 após o lançamento de seu álbum de estreia, Hunter Hayes, para promovê-lo, todavia iniciou apenas uma mini-digressão, Most Wanted Tour. Ele já havia inaugurado concertos para os artistas compatriotas Taylor Swift e Rascal Flatts em 2012, e no ano seguinte foi ato de abertura de noventa datas da Blown Away Tour de Carrie Underwood. Em 4 de junho, 24 datas da Let's Be Crazy Tour foram anunciadas, sendo todas nos Estados Unidos. A digressão será  a 12° elaborada pela Country Music Television que já trabalhou com outros artistas country's como Miranda Lambert, Luke Bryan, Jason Aldean, Keith Urban e Brad Paisley.
Iniciados em 10 de outubro de 2013 em Knoxville, os eventos — abertos pela artista compatriota Ashley Monroe — incluem 21 cidades e 24 apresentações, com termino marcado para 7 de dezembro seguinte em Kansas City. Às vendas dos ingressos estiveram disponíveis a partir de 14 de junho para as datas de 18, 19 e 25 de outubro, bem como 22 e 23 de novembro e 4 e 5 de dezembro. As datas 10, 11, 17, 24 e 26 de outubro, 1, 2, 8, 9, 14, 15, 16 e 20 de novembro e 6 e 7 de dezembro estiveram disponível em 21 de junho, enquanto as datas de 12 de outubro e 10 de novembro, foram disponibilizadas em 1 de agosto e 13 de setembro, respectivamente.
Hayes comentou: "A queda vai ser uma produção, um show, uma experiência baseada em anos meus sonhando com isso (...) É uma espécie de primeiro registro - você tem toda a sua vida para fazer o seu primeiro disco, eu tive a minha vida inteira para planejar essa turnê." O artista explicou sobre suas expectativas para a turnê: "Esta é a minha primeira chance de olhar para um palco e dizer, 'O que eu quero fazer?" ao contrário de 'O que podemos fazer? "Tenho espaço de caminhão, eu tenho uma equipe que pode realmente pode fazer um show, temos uma banda que é mais do que capaz."

## Ato de abertura
- Ashley Monroe[5][6]

## Recepção
Kim Wade, do Savannah Now, fez uma crítica positiva à Let's Be Crazy Tour: avaliando o concerto de Savannah, ele destacou a energia positiva de Hayes e o espetáculo ao vivo apresentado por ele, ao passo que, criticou o desempenho do mesmo em "Wanted" por ter errado uma nota e o dueto com Ashley Monroe ao chamá-lo de "sem brilho". Aclamou à capacidade do artista em tocar os instrumentos musicais, mais precisamente piano e guitarra e comentou que algumas vezes às faixas soavam iguais às anteriores.
Os ingressos para as duas apresentações no Ryman Auditorium em Nashville que ocorrerão em 18 e 19 de outubro esgotaram-se em menos de uma hora. As três primeiras apresentações arrecadaram juntas cerca de 334 mil dólares e tiveram todos os 8,991 mil ingressos disponíveis vendidos.

## Repertório
Lista-se abaixo as canções interpretadas por Hayes na turnê:
1. "Storm Warning"
2. "Can't Say Love"
3. "Faith to Fall Back On"
4. "Rainy Season"
5. "Somebody's Heartbreak"
6. "A Thing About You"
7. "Love Makes Me"
8. "Cry With You"
9. "All You Ever"
10. "In A Song"
11. "If You Told Me To"
12. "Everybody's Got Somebody but Me"
13. "On Top Of The World" (reinterpretação de Imagine Dragons)
14. "More Than I Should"
15. "Where We Left Off"
16. "Wanted "
17. "Light Me Up"
18. "Better Than This"

Bis
1. "What You Gonna Do" (dueto com Ashley Monroe)
2. "I Want Crazy"

Fontes:

## Datas
| Data                   | Cidade        | País           | Local do evento                  | Ingressos vendidos / Disponíveis | Faturamento |
| ---------------------- | ------------- | -------------- | -------------------------------- | -------------------------------- | ----------- |
| América do Norte       |               |                |                                  |                                  |             |
| 10 de outubro de 2013  | Knoxville     | Estados Unidos | Civic Auditorium                 | 2,343 / 2,343 (100%)             | $88,985     |
| 11 de outubro de 2013  | Savannah      | Estados Unidos | Johnny Mercer Theatre            | 2,392 / 2,392 (100%)             | $92,342     |
| 17 de outubro de 2013  | Atlanta       | Estados Unidos | Fox Theatre                      | 4,256 / 4,256 (100%)             | $152,584    |
| 18 de outubro de 2013  | Nashville     | Estados Unidos | Ryman Auditorium                 |                                  |             |
| 19 de outubro de 2013  | Nashville     | Estados Unidos | Ryman Auditorium                 |                                  |             |
| 24 de outubro de 2013  | Muncie        | Estados Unidos | Emens Auditorium                 |                                  |             |
| 25 de outubro de 2013  | Rosemont      | Estados Unidos | Rosemont Theatre                 |                                  |             |
| 26 de outubro de 2013  | Louisville    | Estados Unidos | Louisville Palace                | 2,592 / 2,592 (100%)             | $100,634    |
| 1 de novembro de 2013  | Birmingham    | Estados Unidos | BJCC Concert Hall                | 2,687 / 2,687 (100%)             | $95,043     |
| 2 de novembro de 2013  | Greensboro    | Estados Unidos | War Memorial Auditorium          | 2,379 / 2,379 (100%)             | $91,472     |
| 8 de novembro de 2013  | Evansville    | Estados Unidos | The Centre - Aiken Theatre       |                                  |             |
| 9 de novembro de 2013  | Cleveland     | Estados Unidos | State Theatre                    |                                  |             |
| 10 de novembro de 2013 | Detroit       | Estados Unidos | Fox Theatre                      |                                  |             |
| 14 de novembro de 2013 | St. Louis     | Estados Unidos | Fabulous Fox Theatre             |                                  |             |
| 15 de novembro de 2013 | Sioux City    | Estados Unidos | Orpheum Theatre                  |                                  |             |
| 16 de novembro de 2013 | Omaha         | Estados Unidos | Orpheum Theatre                  | 2,474 / 2,474 (100%)             | $94,937     |
| 20 de novembro de 2013 | Lafayette     | Estados Unidos | Heymann Performing Arts Center   | 4,125 / 4,125 (100%)             | $162,938    |
| 21 de novembro de 2013 | Lafayette     | Estados Unidos | Heymann Performing Arts Center   | 4,125 / 4,125 (100%)             | $162,938    |
| 22 de novembro de 2013 | Grand Prairie | Estados Unidos | Verizon Theatre At Grand Prairie | 6,092 / 6,092 (100%)             | $212,784    |
| 23 de novembro de 2013 | Tulsa         | Estados Unidos | Brady Theater                    | 2,592 / 2,592 (100%)             | $99,430     |
| 4 de dezembro de 2013  | Minneapolis   | Estados Unidos | The Orpheum Theatre              | 4,895 / 4,906 (100%)             | $163,983    |
| 5 de dezembro de 2013  | Minneapolis   | Estados Unidos | The Orpheum Theatre              | 4,895 / 4,906 (100%)             | $163,983    |
| 6 de dezembro de 2013  | Kansas City   | Estados Unidos | The Midland By AMC               | 5,092 / 5,208 (98%)              | $198,214    |
| 7 de dezembro de 2013  | Kansas City   | Estados Unidos | The Midland By AMC               | 5,092 / 5,208 (98%)              | $198,214    |